# 主禱文

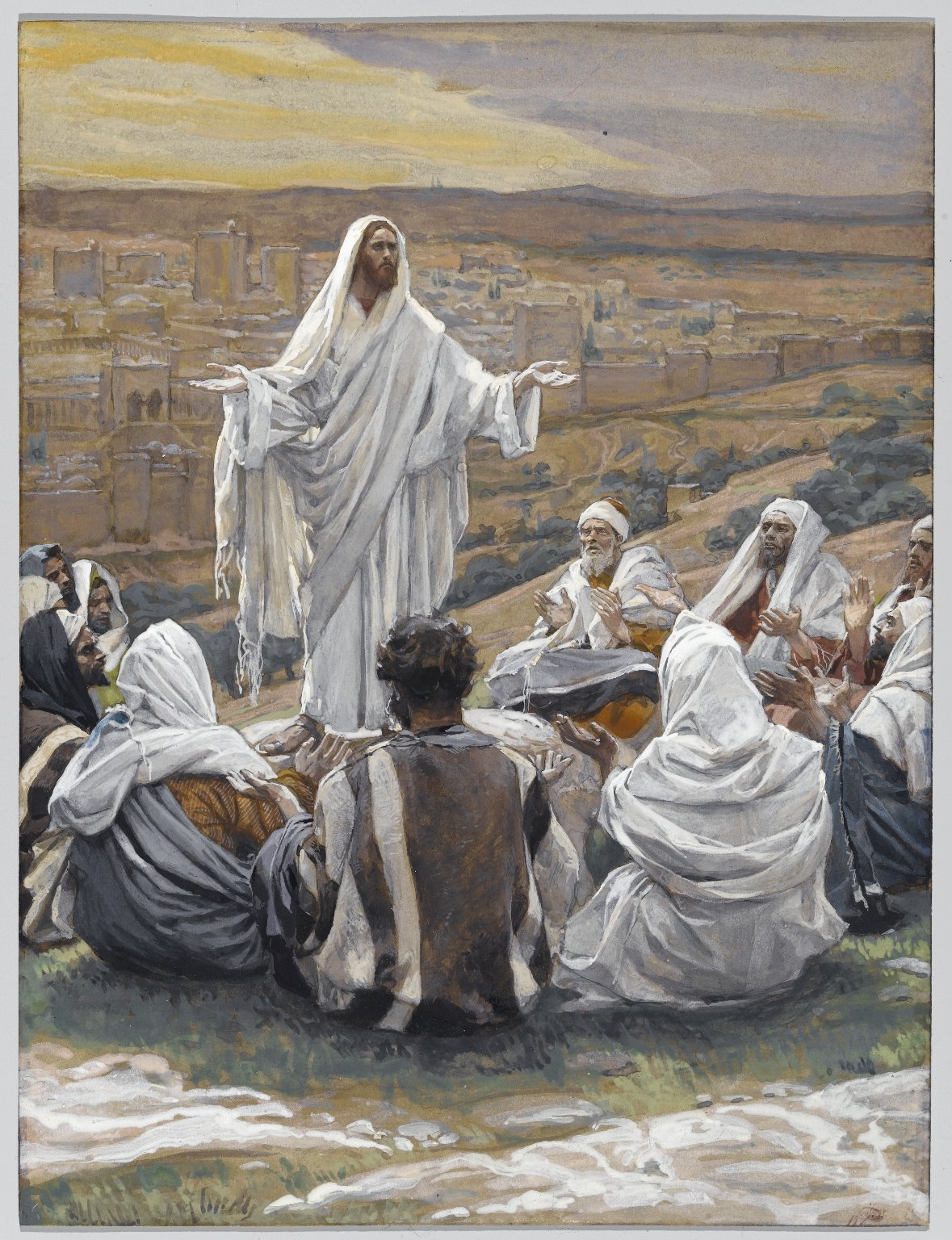
《主祷文》，作者詹姆斯·蒂索

《主禱文》或稱《天主經》（希臘語：Κυριακή προσευχή或Υποδειγματική προσευχή、Πάτερ Ημών），是基督宗教最為人所知的禱詞，亦最為信徒熟悉的經文。它是耶稣所教导的祈祷的方式。
主祷文有两个版本，其一是記載於《聖經》新約的《馬太福音》第6章第9-13节，是山上宝训的一部分，共七個祈祷。另一个更简短的版本記載於《路加福音》第11章第2-4节，則仅有五個祈祷。教會禮儀傳統上採用馬太福音所記載的版本。
比较两个版本的主祷文，有些人认为两个版本都是原创的，《马太福音》中的主祷文是耶稣早期于加利利说的，而《路加福音》的版本则是一年后在犹地亚所说的。

## 各语言译本

### 希腊语原文
| 标准希腊语经文 1. πάτερ ἡμῶν ὁ ἐν τοῖς οὐρανοῖς (páter hēmôn ho en toîs ouranoîs) 2. ἁγιασθήτω τὸ ὄνομά σου (hagiasthḗtō tò ónomá sou) 3. ἐλθέτω ἡ βασιλεία σου (elthétō hē basileía sou) 4. γενηθήτω τὸ θέλημά σου ὡς ἐν οὐρανῷ καὶ ἐπὶ γῆς (genēthḗtō tò thélēmá sou hōs en ouranô(i) kaì epì gês) 5. τὸν ἄρτον ἡμῶν τὸν ἐπιούσιον δὸς ἡμῖν σήμερον (tòn árton hēmôn tòn epioúsion dòs hēmîn sḗmeron) 6. καὶ ἄφες ἡμῖν τὰ ὀφειλήματα ἡμῶν ὡς καὶ ἡμεῖς ἀφήκαμεν τοῖς ὀφειλέταις ἡμῶν (kaì áphes hēmîn tà opheilḗmata hēmôn hōs kaì hēmeîs aphḗkamen toîs opheilétais hēmôn) 7. καὶ μὴ εἰσενέγκῃς ἡμᾶς εἰς πειρασμόν ἀλλὰ ῥῦσαι ἡμᾶς ἀπὸ τοῦ πονηροῦ (kaì mḕ eisenénkēis hēmâs eis peirasmón allà rhŷsai hēmâs apò toû ponēroû) |

阿拉姆语版本
别西大标准版

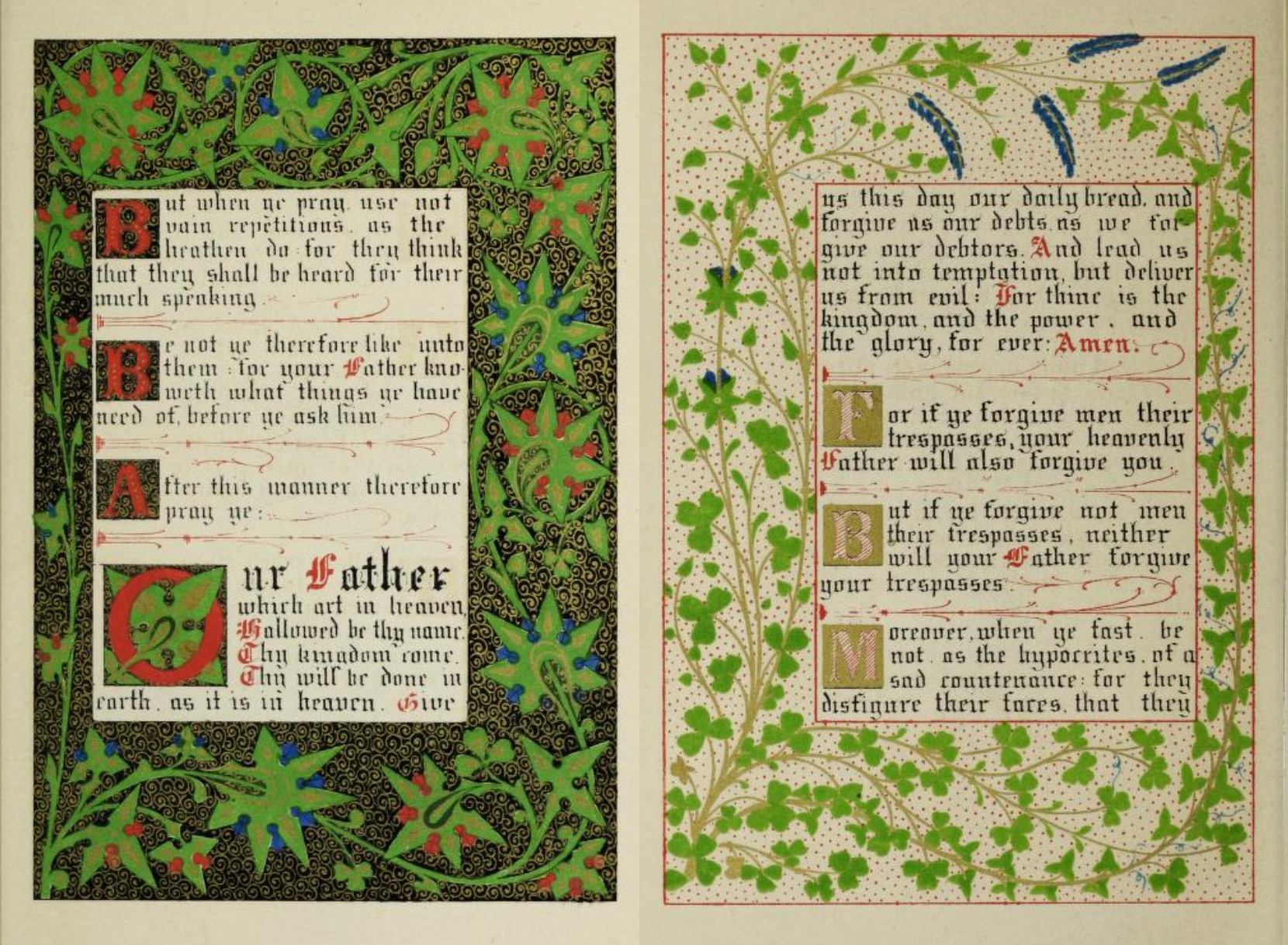
1845年由欧文·琼斯 （Owen Jones） 设计的《登山宝训》插图书中的主祷文

1. ܐܒ݂ܘܢ ܕ̇ܒ݂ܫܡܝܐ‎ (ʾăḇūn d-ḇa-šmayyā)
2. ܢܬ݂ܩܕ݁ܫ ܫܡܟ݂ (neṯqaddaš šmāḵ)
3. ܬ݁ܐܬ݂ܐ ܡܠܟ݁ܘܬ݂ܟ݂ (têṯē malkūṯāḵ)
4. ܢܗܘܐ ܨܒ݂ܝܢܟ݂ ܐܝܟ݁ܢܐ ܕ݂ܒ݂ܫܡܝܐ ܐܦ݂ ܒ݁ܐܪܥܐ‎ (nēhwē ṣeḇyānāḵ ʾaykannā ḏ-ḇa-šmayyā ʾāp̄ b-ʾarʿā)
5. ܗܒ݂ ܠܢ ܠܚܡܐ ܕ݂ܣܘܢܩܢܢ ܝܘܡܢܐ‎ (haḇ lan laḥmā ḏ-sūnqānan yawmānā)
6. ܘܫܒ݂ܘܩ ܠܢ ܚܘ̈ܒ݁ܝܢ ܐܝܟܢܐ ܕ݂ܐܦ݂ ܚܢܢ ܫܒ݂ܩܢ ܠܚܝ̈ܒ݂ܝܢ‎ (wa-šḇoq lan ḥawbayn ʾaykannā ḏ-ʾāp̄ ḥnan šḇaqn l-ḥayyāḇayn)
7. ܘܠܐ ܬ݂ܥܠܢ ܠܢܣܝܘܢܐ ܐܠܐ ܦ݂ܨܢ ܡܢ ܒ݁ܝܫܐ‎ (w-lā ṯaʿlan l-nesyōnā ʾellā p̄aṣṣān men bīšā)

拉丁语版本
Pater noster, qui es in caelis,
sanctificetur nomen tuum.
Adveniat regnum tuum.
Fiat voluntas tua,
sicut in caelo, et in terra.
Panem nostrum quotidianum da nobis hodie,
et dimitte nobis debita nostra,
sicut et nos dimittimus debitoribus nostris.
Et ne nos inducas in tentationem,
sed libera nos a malo.
Amen.
发音（古典式）：
/ˈpa.tɛr ˈnɔ.stɛr ˈkwi ɛs in ˈka.e.lis,
san.ti.fiˈke.tur ˈno.mɛn ˈtu.um.
ˈad.vɛ.ni.at ˈrɛɡ.num ˈtu.um.
ˈfi.at voˈlun.tas ˈtu.a,
ˈsi.kut in ˈka.e.lo, ɛt in ˈtɛr.ra.
ˈpa.nɛm ˈnɔ.strum kwa.ti.diˈa.num da ˈnɔ.bis ˈho.di.e,
ɛt diˈmit.tɛ ˈnɔ.bis ˈdɛ.bi.ta ˈnɔ.stra,
ˈsi.kut ɛt nɔs diˈmit.ti.mus dɛ.biˈto.ribus ˈnɔ.stris.
ɛt ne nɔs inˈdu.kas in tɛn.taˈti.o.nɛm,
sɛd liˈbɛ.ra nɔs a ˈma.lo.
ˈa.mɛn./
发音（教会式）：
/pɑːtɛr ˈnɔstɛr, kwi ɛs in ˈtʃeɪlɪs,
sæŋktɪfɪˈkeɪtʃər ˈnoʊmɛn tuːm.
ædˈvɛniæt ˈrɛɡnʊm tuːm.
ˈfiːæt voʊˈlʌntɑs tuːə,
ˈsɪkʊt ɪn ˈtʃeɪloʊ, ɛt ɪn ˈtɛrə.
ˈpænɛm ˈnɔstrum kwɒtɪˈdiənəm dɑː ˈnoʊbɪs ˈhoʊdi,
ɛt dɪˈmɪtɛ ˈnoʊbɪs ˈdɛbɪtə ˈnɔstrɑs,
ˈsɪkʊt ɛt nɔs dɪˈmɪtɪməs ˈdɛbɪtəˌrɪbəs ˈnɔstrɪs.
ɛt neɪ nɔs ɪnˈdjuːkəs ɪn ˌtɛnˈteɪʃən,
sɛd ˈliːbɛrɑː nɔs ə ˈmɑloʊ.
ˈɑːmɛn./

### 英文译文
| 英国圣公宗1662年版 Our Father, which art in heaven, Hallowed be thy Name; Thy kingdom come; Thy will be done in earth, as it is in heaven: Give us this day our daily bread; And forgive us our trespasses, as we forgive them that trespass against us; And lead us not into temptation, But deliver us from evil; For thine is the kingdom, the power, and the glory, For ever and ever. Amen. | 传统普世版本 Our Father, who art in heaven, hallowed be thy name; thy kingdom come, thy will be done on earth as it is in heaven. Give us this day our daily bread, and forgive us our trespasses, as we forgive those who trespass against us; and lead us not into temptation, but deliver us from evil. For thine is the kingdom, and the power, and the glory, for ever and ever. Amen. | 英语礼拜咨询会1988版 Our Father in heaven, hallowed be your name, your kingdom come, your will be done, on earth as in heaven. Give us today our daily bread. Forgive us our sins as we forgive those who sin against us. Save us from the time of trial and deliver us from evil. For the kingdom, the power, and the glory are yours now and for ever. Amen. |

### 中文译文

#### 天主教译本

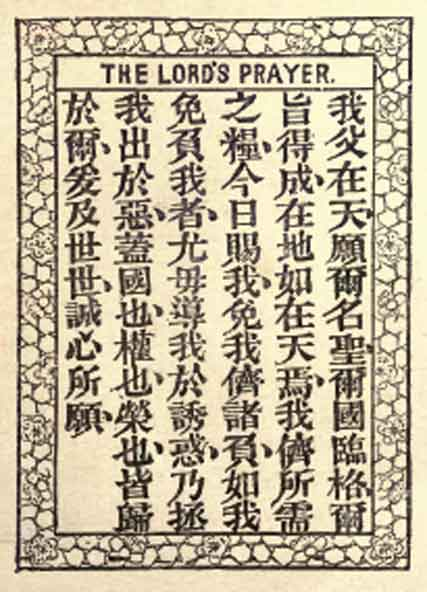
文言版天主经

| 天主教《思高圣经》 我们在天的父， 愿你的名被尊为圣， 愿你的国来临， 愿你的旨意承行于地，如在天上一样。 我们的日用粮，求你今天赐给我们； 宽免我们的罪债，犹如我们也宽免得罪我们的人； 不要让我们陷入诱惑， 但救我们免于凶恶。 阿們。 | 天主經白話文版本 我們的天父， 願祢的名受顯揚； 願祢的國來臨； 願祢的旨意奉行在人間， 如同在天上。 求祢今天賞給我們日用的食糧； 求祢寬恕我們的罪過， 如同我們寬恕別人一樣； 不要讓我們陷於誘惑； 但救我們免於凶惡。 阿們。 | 天主經文言文版本 （利瑪竇、徐光啟合譯） 在天我等父者， 我等願爾名見聖。 爾國臨格。 爾旨承行於地，如於天焉。 我等望爾，今日予我，我日用糧。 爾免我債，如我亦免負我債者。 又不我許陷於誘惑。 乃救我於凶惡。 阿們。 | 天主經诗体版本 在天我侪父，祝尔圣名芳。 愿尔国临格，俾尔德化昌。 尔旨行人世，一如在帝乡。 我侪今尔祈，赐我以日粮。 鉴我恕人过，吾过仰包荒。 免我堕诱惑，拯我出咎殃。 阿們。 |  |

#### 新教译本
| 《圣经和合本》 我們在天上的父： 願人都尊祢的名為聖。 願祢的國降臨； 願祢的旨意行在地上， 如同行在天上。 我們日用的飲食，今日賜給我們。 免我們的債，如同我們免了人的債。 不叫我們遇見試探；救我們脫離兇惡。 因為國度、權柄、榮耀，全是祢的，直到永遠。 阿們！ | 《和合本修訂版》 我們在天上的父： 願人都尊祢的名為聖。 願祢的國度降臨； 願祢的旨意行在地上， 如同行在天上。 我們日用的飲食，今日賜給我們。 免我們的債，如同我們免了人的債。 不叫我們陷入試探；救我們脫離那惡者。 因為國度、權柄、榮耀，全是祢的，直到永遠。 阿們！ |

《耶穌聖教三字經》
（杨格非譯）
我父在天：
願爾名聖。
爾國臨格；
爾旨得成，在地若天。
所需之糧，今日賜我。
我免人債，求免我債。
俾勿我試；救我出惡；
因國權榮，皆爾所有，世世無窮。
亞孟！

#### 東正教譯本
《新遺詔聖經》
（固利乙、隆源、瑪利亞、摩西、尼基塔譯）
在天我等父者：
我等願爾名見聖。
爾國臨格；
爾旨承行於地，
如於天焉。
我等望爾，今日予我，日用之糧。
而免我債，如我亦免負我債者。
又不我許陷於誘感；乃救我於凶惡。
因凡國及權能並光榮，皆係於爾於世世。
阿民。

## 主禱文的榮耀頌
主禱文結尾，經常會加上這一段禱詞（天主教會称“光荣颂”），在天主教會和东正教會礼仪习惯中，此榮耀颂多用于主日圣礼仪之中。
「天下萬國，普世權威，一切榮耀，永歸於祢。」（天主教會）
「因為國度、權柄、榮耀，都属于祢——父及子及圣灵——从今日到永远，世世无尽。」（东正教會）
「因為國度、權柄、榮耀，全是祢的，直到永遠。」（新教）
亞蘭文《聖經》古卷無此經文，希臘文譯本則有此經文。
在《十二宗徒訓言》中，有「權威與光榮永歸於祢，萬世常存」這一句；《宗徒訓誨錄》在全句之前又加上「萬國」一詞，成為今日合一祈禱採用的經文。
《馬太福音》和《路加福音》原文並沒有「阿們」一詞，教會禮儀上會在最後加上阿們來表示同意或肯定的意思。

## 主禱文中的七個祈求
這基督徒經常唸的主禱文中，包括了七個祈求：
1. 我們在天的父：基督徒稱全能和萬有的創造者天主為父。既然視天主為父親，所以基督徒不應憎恨、妒忌和歧視任何人。
2. 願你的名被尊為聖：祈求所有人都能對一父的名致以尊敬。
3. 願你的國來臨：祈求所有人都願意接受天父和祂的愛並努力使這世界變成一個合乎祂旨意的地方。
4. 願你的旨意承行於地，如在天上一樣：祈求自己的旨意越來越肖似天主的旨意，好能完全奉行祂的旨意。
5. 我們的日用糧，求你今天賜給我們：基督徒只求天父賜今天的食糧，不去擔心未來。這祈求不單只為自己的摰親，也是為所有人能得溫飽而求，因而提醒基督徒自己要盡力協助有需要的人。
6. 寬免我們的罪債，猶如我們也寬免得罪我們的人：真正的寬恕要求自己和身邊的人修和。真正的基督徒有一份堅固的安全感，即使人們攻擊他，他也不會被冒犯。基督徒祈求天父賜恩寵，好能向這目標邁進。
7. 不要讓我們陷入誘惑，但救我們免於兇惡：在最後，基督徒承認自己的軟弱和對天父完全的依賴，並求祂的庇護。